# Castello di General Pacheco
Il castello di General Pacheco è una storica residenza della fine del XIX secolo situata nella città di General Pacheco presso Buenos Aires in Argentina.

## Storia
La grande magione venne fatta erigere nel 1882 come residenza di campagna da José Felipe Pacheco Reynoso, figlio del generale Ángel Pacheco, all'interno della grande tenuta di famiglia che si estendeva su buona parte di quella che oggi è la periferia settentrionale della città di Buenos Aires.
Il castello è oggi al centro del quartiere privato di Talar de Pacheco, ed è visitabile per pochi giorni all'anno.

## Descrizione
Il castello è immerso in un grande parco progettato e realizzato dal paesaggista Carlos Thays verso l'anno 1900.
L'edificio presenta uno stile spiccatamente francese.